# مايك هيويت
مايك هيويت (بالإنجليزية: Mike Hewitt)‏ هو لاعب كرة قدم أمريكي، ولد في 14 يوليو 1944 في دندي في المملكة المتحدة. لعب مع نادي دندي.